# Manuel Prieto y Prieto
Manuel Prieto y Prieto (1832-1885) fue un veterinario y académico español.

## Biografía
Nació el 13 de julio de 1832 en Madrid. De orígenes humildes, al ser hijo de un albañil, llegó a ser jefe de Administración, catedrático de Veterinaria e individuo de número de la Real Academia Nacional de Medicina, además de miembro de otras sociedades españolas y del extranjero. Falleció el 28 de mayo de 1885.
Como periodista fue redactor de El Clamor Público (1864), Las Novedades (1865), Los Sucesos (1866), Boletín Oficial del Ayuntamiento de Madrid, El Demócrata, La Democracia, La América y El Porvenir. Fue también autor de obras como Manual teórico práctico del veterinario inspector de Mataderos y Mercados Públicos (1880) o Tratado de ganado vacuno (1883), además de uno de los directores del Diccionario enciclopédico de agricultura y ganadería e industrias rurales (1885-1889), junto a Miguel López Martínez y José de Hidalgo Tablada.